# Uronarti
Uronarti fou una fortalesa egípcia a Núbia, situada a una illa del riu Nil uns 10 km al nord de Semna.
Fou iniciada per Senusret I vers el 1900 aC i acabada per Senusret III vers el 1850-1800 aC i encara estava ocupada a l'època de la Dinastia XIII, al final de la qual es va evacuar.
Fou ocupada per unes desenes de soldats, però probablement mai no ho fou per les seves famílies.
Fou part d'un conjunt de fortaleses de la regió de Buhen entre les qui hi havia Aniba, Kubban, Ikkur, Kor, Dorginarti, Mirgissa (Iken), Dabenarti, Askut, Shelfak, Uronarti, Semna (Het?), Semna del sud i Kumma, col·locades en llocs alts o fàcils de defendre, però que mancaven de subministrament local per abastir a molta població, i de les quals algunes servien per al transport de material al nord, sobretot coure o com centres comercials. El possible enemic fou el regne de Kerma.